# Koncentrační tábor Terezín
Koncentrační tábor Terezín je souhrnné označení nacistických represivních zařízení zřízených za druhé světové války za pevnostními zdmi a valy Terezína. Z formálního hlediska nešlo o koncentrační tábor, ale jednalo se o věznici gestapa (v Malé pevnosti, od června 1940) a o židovské ghetto (v Hlavní pevnosti, od listopadu 1941).

## Historie Terezína do roku 1939
Pevnost Terezín byla založena v roce 1780 Josefem II. Její stavba trvala 10 let, v roce 1790 proběhlo přezkoušení zavodňovacího systému a pevnost byla prohlášena za bojeschopnou.[zdroj?] Postavena byla na strategickém místě soutoku Labe a Ohře a měla sloužit jako obranná pevnost před vpády Prusů (druhé strategické místo nejčastějších vpádů Prusů do českého prostoru byl soutok Labe a Metuje, zde byla založena pevnost Ples, dnes Josefov).[zdroj?] Ve své době představovala vrchol fortifikačního umění a byla nejmodernější pevností v rámci Rakouska. Rychlý vývoj vojenské strategie však způsobil, že terezínská pevnost nebyla nikdy vojensky využita – Prusové ji totiž jednoduše obcházeli. V roce 1888 (po uzavření příměří mezi Rakouskem-Uherskem a Německem) byl proto pevnostní statut Terezína zrušen, zůstal mu však statut posádkového města (vojsko zde nakonec zůstalo až do devadesátých let dvacátého století).[zdroj?]

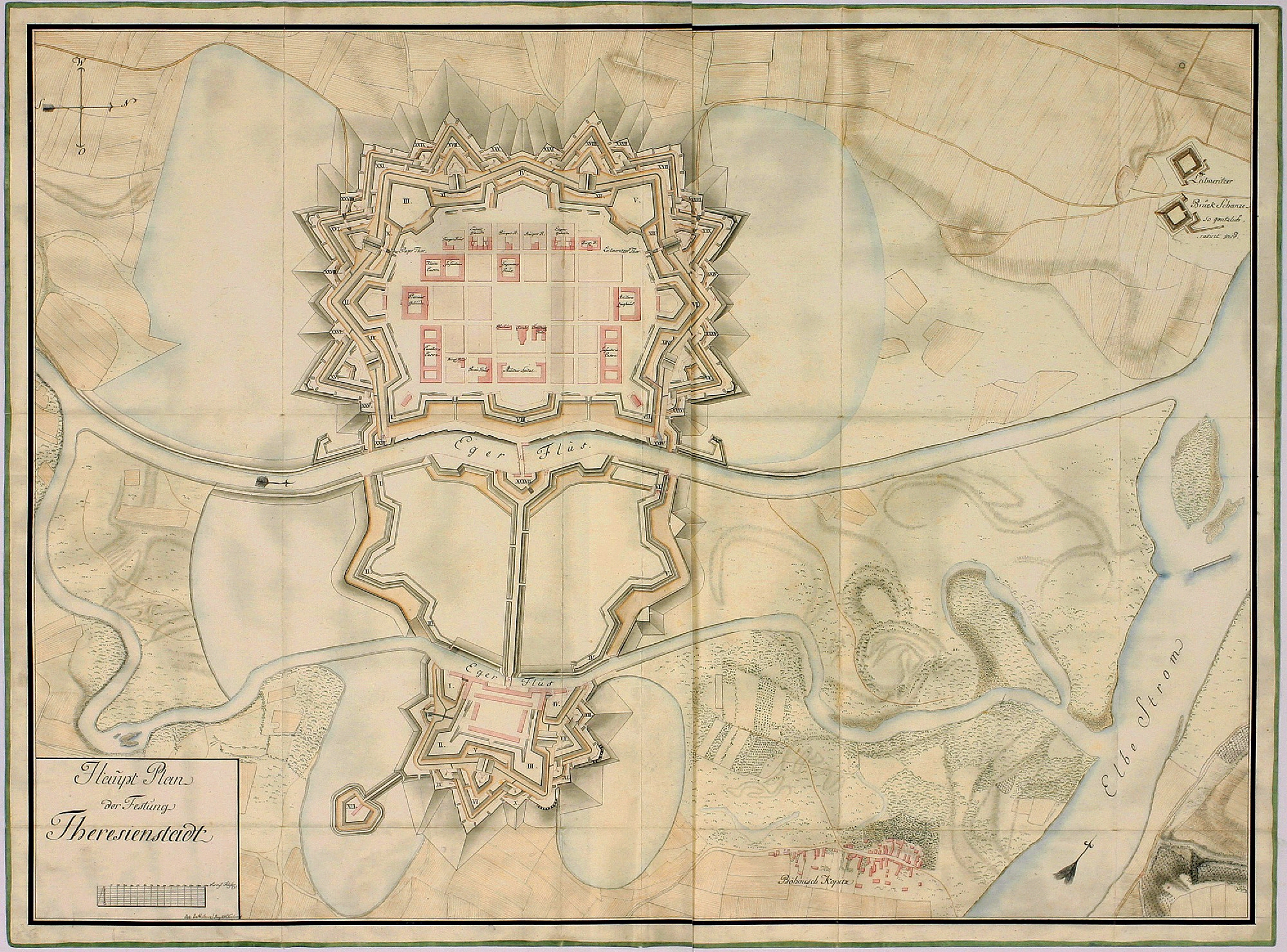
Plán pevnosti z roku 1790

Pevnost se skládá ze dvou částí – Hlavní (velké) pevnosti a Malé pevnosti. Malá pevnost už od svého založení sloužila jako vojenská trestnice a i nadále byla využívána jako vězení. Už za první světové války tu byly vězněny tisíce politických vězňů a válečných zajatců (Rusů, Italů, Srbů, Rumunů), mezi nimi také Gavrilo Princip.

## Rozdělení Terezína na dvě části
Po německé okupaci Československa nacisté brzy poznali výhody, které jim terezínská pevnost skýtala. Dne 10. června 1940 získalo věznici v Malé pevnosti gestapo a zřídilo zde vězení pro politické vězně (Pankrác již tehdy nestačila množství vězňů). Dne 24. listopadu 1941 bylo v Hlavní pevnosti vytvořeno židovské ghetto. Jednotlivá zařízení fungovala nezávisle na sobě až na několik situací, ve kterých trvale spolupracovala (vězni z ghetta provinivší se významně proti táborovému řádu byli odesíláni do Malé pevnosti, kde pro ně byly připraveny podmínky rovnající se vyhlazovacím táborům na Východě; naopak mrtvá těla z Malé pevnosti byla převážena a spalována v krematoriu ghetta aj.)

## Ghetto Theresienstadt (Hlavní pevnost)

### Příprava na ghetto
Jakmile byl Reinhard Heydrich jmenován do funkce zastupujícího říšského protektora (27. září 1941), začal se intenzivně věnovat konečnému řešení židovské otázky na území Protektorátu Čechy a Morava (ve věci urgoval sám Hitler).[zdroj?] Velmi brzy bylo rozhodnuto, že na území Protektorátu vznikne „sběrný a průchozí tábor“ pro židovské obyvatelstvo (podle Norimberských zákonů).[zdroj?] Z několika možností (např. Himmler prosazoval město Tábor, čímž chtěl pokořit vlastenectví Čechů)[zdroj?] byl vybrán Terezín, který byl z několika důvodů pro nacisty k tomuto účelu výhodný:[zdroj?]
- pevnostní valy znesnadňovaly útěk vězňů,
- 11 kasárenských budov umožňovalo umístit sem velké množství lidí,
- samotné město je vystavěno symetricky, rovné, široké ulice umožňovaly dobrý přehled o tom, co se ve městě děje,
- blízko Terezína leží Bohušovice nad Ohří, jimiž procházela důležitá železniční trať z Prahy do Ústí nad Labem – tudy mohly transporty Židů přijíždět i odjíždět,
- Terezín ležel na hranicích Protektorátu s Říší, poblíž nebylo žádné velké město,
- v Malé pevnosti již fungovala věznice gestapa, v případě nutnosti mohla být využita její nacistická posádka.

Jistou nevýhodou bylo, že v Terezíně (vedle posádky Wehrmachtu, která byla převelena) žilo ještě civilní obyvatelstvo (asi 3500 občanů).

### Stručná historie ghetta
Pro přípravu budoucího ghetta využili nacisté Židovskou náboženskou obec v Praze (dále ŽNO).[zdroj?] Tvrdili jí totiž, že Terezín bude táborem, v němž bude židovské obyvatelstvo Protektorátu internováno, ale nebude transportováno na Východ.[zdroj?] ŽNO tak velmi rychle (protože první transporty už odjížděly z Prahy a Brna) zorganizovala první, speciální transport do Terezína nazvaný Aufbaukommando (Komando výstavby), složený z 342 mladých mužů-řemeslníků (např. František R. Kraus). Ten měl za úkol připravit kasárny pro příchod velkého počtu lidí. Aufbaukommando přijelo do Terezína 24. listopadu 1941 a toto datum je považováno za termín založení ghetta Terezín. Již týden po příjezdu komanda výstavby začaly přijíždět další transporty a byly umisťovány v nepřipravených kasárnách. V prvních měsících existence ghetta byli vězni hlídáni nacisty a českými četníky v kasárnách – jedná se o období tzv. uzavřeného ghetta.[zdroj?] Reinhard Heydrich však vydal brzy nařízení, že civilní obyvatelstvo musí Terezín opustit do 30. června 1942[zdroj?] (obyvatelům byly přislíbeny náhrady za majetek zanechaný v Terezíně, které však přicházely pozdě a byly nedostatečné).[zdroj?] Od 6. července 1942 byli lidé vězněni v bývalých civilních domech a celé město se stalo jedním velkým vězením – nastalo období tzv. otevřeného ghetta. Od té doby se mohli vězni, pokud právě nepracovali, pohybovat volně po celém městě (pracovní doba byla zhruba od 8.00 do 18.00 s přestávkou na oběd; do 20.00 volný čas, od 22.00 noční klid).[zdroj?] Zpřístupnění civilních budov znamenalo určité uvolnění poměrů, členové roztržených rodin (ve zvláštních kasárnách žili muži, ve zvláštních ženy) se mohli konečně po práci vidět.
Už v lednu 1942 (na konferenci ve Wannsee) bylo rozhodnuto o zvláštním postavení terezínského ghetta mezi ghetty a koncentračními tábory ostatními. Terezín se měl stát „starobním ghettem“, tj. měli sem být internováni lidé staří (často váleční vysloužilci z první světové války, kde bojovali za Německo a Rakousko-Uhersko), a to nejen z Protektorátu, ale hlavně z Německa a Rakouska.[zdroj?] Nacisté si tak vytvářeli alibi – mohli tvrdit, že staří lidé nejezdí do „pracovních táborů“ na Východ, ale zůstávají v Terezíně (což byla lež, i z Terezína odcházely transporty složené jenom ze starých lidí). Vedle toho se začali do Terezína umisťovat tzv. prominenti – významní politici, vědci, umělci atd. z předválečné éry (tedy osoby, o něž se zajímaly západní mocnosti).
Během května 1944 měl za pomoci svých kontaktů v českém odboji do gheta a z něj několikrát proniknout Vítězslav Lederer (uprchlík z Osvětimi-Březinky, který zde byl internován v letech 1942–1943) a povědět židovské radě starších o poměrech v Osvětimi: rozsáhlých selekcích a vyvražďování, vyhlazení osvětimského sektoru B II b měsíc před jeho útěkem a dalších zvěrstvech nacistické protižidovské politiky a domáhat se, aby tyto informace byly mezi Židy z gheta zveřejněny. Rada starších v čele s dr. Eppsteinem ale Lederera prakticky ignorovala a rozšíření této informace zamítla.

#### Úloha terezínského ghetta
Primární funkcí ghetta bylo tedy shromáždit Židy a transportovat je dál, nejednalo se o vyhlazovací tábor.[zdroj?] Proběhly zde „pouze“ dvě trestné hromadné popravy oběšením (16 lidí popraveno za malicherné přestupky: nepozdravení příslušníka SS sejmutím čepice nebo za tajné odeslání zprávy domů), a to hned v počátcích ghetta,[zdroj?] napříště se přestupky řešily jednodušeji: provinilec byl buď poslán do Malé pevnosti (což se pro Žida rovnalo rozsudku smrti), anebo byl zařazen do příštího transportu na Východ.[zdroj?] V Terezíně nebyly plynové komory ani žádná jiná zařízení určená pro hromadné vraždění.[zdroj?]

#### Obyvatelé terezínského ghetta
Obyvatelstvo se v Terezíně měnilo v závislosti na transportních vlnách. Někdo zde pobyl pouze několik dní a byl ihned odtransportován dál, někdo zde vydržel pár měsíců, někdo rok, jen velmi málo vězňů zde strávilo čtyři roky. Podle údajů Terezínské iniciativy bylo z Terezína vysláno na Východ celkem 63 transportů a s nimi odjelo 88 135 lidí. Z nich se zpět vrátilo asi 3600.[zdroj?]
V Terezíně byli v průběhu čtyř let internováni lidé sedmi národností: Češi, Němci, Rakušané, Nizozemci, Dánové a na konci války Maďaři a Slováci.[zdroj?] Celkem tudy prošlo asi 140 000 lidí označených podle Norimberských zákonů za Židy, z nich téměř 35 000 zemřelo přímo v ghettu pod vlivem velmi špatných životních podmínek.[zdroj?] Na samém konci války přijelo ve zbědovaném stavu na 15 000 lidí různých národností z evakuačních transportů a pochodů smrti (tedy z vyhlazovacích a koncentračních táborů na Východě rušených před postupující frontou).[zdroj?] Ti s sebou přinesli epidemii skvrnitého tyfu – již po ukončení všech bojů zde tak ještě do konce května 1945 umírali další zbytečné oběti holocaustu (asi 1500 lidí včetně ruských a českých zdravotníků). Celkem tak terezínským ghettem prošlo asi 155 000 lidí, z nich nepřežilo druhou světovou válku 118 000.
Osvobození Terezína proběhlo hladce a bez bojů. 1. května 1945 byla kontrola nad táborem převedena na Červený kříž, 5. května utekli poslední nacisté před blížící se frontou a 8. května 1945 přijely první sovětské jednotky.

#### Přehled národností deportovaných do Terezína
| Země původu                                         | Počet zaokrouhl. |
| --------------------------------------------------- | ---------------- |
| Protektorát Čechy a Morava                          | 74 000           |
| Německá Říše                                        | 43 000           |
| Rakousko                                            | 15 000           |
| Nizozemí                                            | 5 000            |
| Slovensko                                           | 1 400            |
| Maďarsko                                            | 1 100            |
| Dánsko                                              | 500              |
| Narození + neurčené přírůstky                       | 250              |
| Dohromady                                           | 140 250          |
| + Bialystocké děti (Polsko)                         | 1 260            |
| + evakuační transporty a pochody smrti (různé nár.) | 15 000           |
| Dohromady – konečný počet                           | 156 500          |

Zdroj: 

### Správa, řízení ghetta
Táboru velela nacistická táborová komandatura v počtu asi 30 osob. Řídila tábor z objektu Q 414, 416 na náměstí (dnes zde sídlí Česká spořitelna). Esesáci se tu chovali jako vrchnost, přezíravě a mnohdy surově (bylo např. nařízeno mužům smeknout čepici a ženám poklonit se, pokud potkají uniformovanou osobu, tj. nacistu nebo českého četníka). Esesáci sami (se svými rodinami) přitom bydleli v luxusních bytech na okraji ghetta.

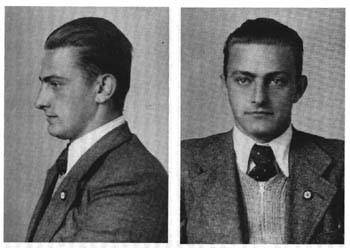
Siegfried Seidl, který byl velitelem ghetta v letech 1941 až 1943

Ve funkci táborového velitele se v průběhu druhé světové války vystřídali tři esesmani: Siegfried Seidl, Anton Burger a Karl Rahm. Dva z nich (Seidl a Rahm) byli po válce dostiženi a odsouzeni k trestu smrti, A. Burgerovi (člověku, který chtěl zabíjet „židovská“ nemluvňata ihned po narození) se dvakrát podařilo utéct z vězení, nikdy nebyl za své zločiny potrestán a dožil se vysokého věku.

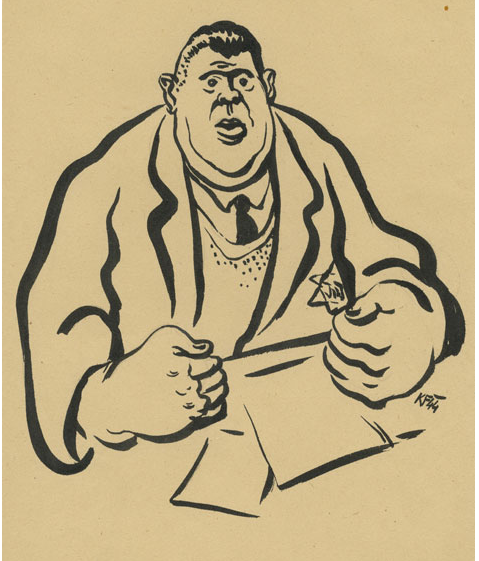
Benjamin Murmelstein na kresbě Karla Fleischmanna

Stejně jako v jiných koncentračních táborech a ghettech, i v Terezíně fungovala tzv. židovská samospráva. Navenek se mělo ghetto jevit jako „židovské sídliště“, které si Židé řídí sami. Židovskou samosprávu řídila „rada starších“ (Ältestenrat), v jejímž čele stál „židovský starší“ (Judenältester; v této funkci se vystřídali tři vězni: Jakob Edelstein, dr. Paul Eppstein a dr. Benjamin Murmelstein). Rada starších se sice mohla (a musela) starat o vnitřní záležitosti a chod ghetta, ale podléhala rozkazům táborové komandatury (např. to byla ona, kdo musel sestavovat jmenné seznamy transportů na Východ – nacisté pouze sdělili, že půjde transport, někdy udali vodítka, podle nichž se měla jména vybírat).
Židovská samospráva se brzy rozrostla v poměrně rozsáhlý byrokratický aparát. Sestávala z oddělení: administrativního (mělo v kompetenci evidenci vězňů, vyhotovování statistik atd.), hospodářského (pracovní nasazení, zajišťování výživy, hospodaření s prostory, praní prádla, hubení hmyzu ad.), finančního (účetnictví), technického (projektování, provádění staveb, údržba, starost o zásobování vodou a elektřinou ad.), zdravotní a sociální péče (zdravotnická zařízení, starobince, starost o mrtvé, pohřbívání, domovy pro mládež ad.), časem vznikla ještě další oddělení. Tak si vězni sami zajišťovali veškerý chod a organizaci života v ghettu. Ze tří židovských starších přežil pouze Benjamin Murmelstein. Jakob Edelstein byl odvezen do Osvětimi II-Březinky, kde byl zastřelen spolu se svou rodinou, Paul Eppstein byl zastřelen zezadu v Malé pevnosti.
V ghettu byl vytvořen třístupňový strážní systém. Na jejím vrcholku stála táborová komandatura – ta si mohla dovolit všechno. Nechvalně prosluly především tzv. bunkry – sklepní prostory pod budovou táborové komandatury, kde nacisté brutálně mučili vězně, kteří se závažně prohřešili proti táborovému řádu (např. se pokusili o útěk).
Střední složku strážního systému, podléhající komandatuře, tvořil zvláštní oddíl českých protektorátních četníků (asi 150 mužů), který měl za úkol hlídat především hranice ghetta. Valná většina četníků soucítila s vězni a snažila se jim pomáhat. I u nich byly výjimky, především mezi důstojníky: velitel Janetschek proslul stejnou brutalitou jako esesáci.
Hlídat tábor uvnitř bylo úkolem třetí strážní skupiny. Ta byla složena ze samotných vězňů, nazývala se ghettowache (stráž ghetta) a obyčejní vězni říkali jejím členům „ghettouši“. Stráž ghetta čítala 300 silných mladších mužů, kteří nebyli ozbrojeni. V roce 1943, ze strachu před povstáním, odtransportovali nacisté všechny členy ghettowache (jako Sonderbehandlung neboli „zvláštní zacházení“ = okamžitá poprava po příjezdu) do osvětimských plynových komor. Nadále byla ghettowache sestavována v počtu pouze 100 mužů, a to starších 45 let.

### Táborový režim
Vězeňský život byl značně omezen zákazy a nařízeními. Ta byla ústně sdělována nacisty židovské samosprávě, která je předávala vězňům formou denních rozkazů. Po příjezdu do ghetta byl transport nejprve umístěn v tzv. šlojsce (z německého slova Schleuse = propust), tj. budově, kde byly Židům odebrány zakázané věci: cennosti, peníze, fotoaparáty, hudební nástroje, cigarety, zapalovače ad., ale také věci, které se hodily esesákům v táboře nebo které mohly být odeslány pro válečné potřeby. V tomto kontextu je zajímavý recentní nález Alba G.T. v pozůstalosti novináře Milana Weinera, jenž obsahuje fotografie zřejmě pořízené přímo v Židovské komunitě.
V počátcích ghetta byl zakázán styk mužů a žen, po určitém uvolnění poměrů byl tento zákaz porušován. Vězni měli zakázán vstup na travnaté plochy a vůbec pohyb na některých místech (okolo budovy táborové komandatury, ubytovny esesáků apod.), dokonce nesměli chodit ani po chodnících.
Nacisté také s chutí používali kolektivní tresty. Pokud došlo k nějakému závažnému porušení řádu (např. útěku vězňů), čekal zbytek tábora např. několikadenní až několikatýdenní zákaz svícení (takže byla na ubikacích při povinném zatemnění oken naprostá tma), zákaz vycházení mimo ubikace, zákaz veškeré korespondence nebo zákaz provádění kulturních představení.

### Podmínky života v ghettu

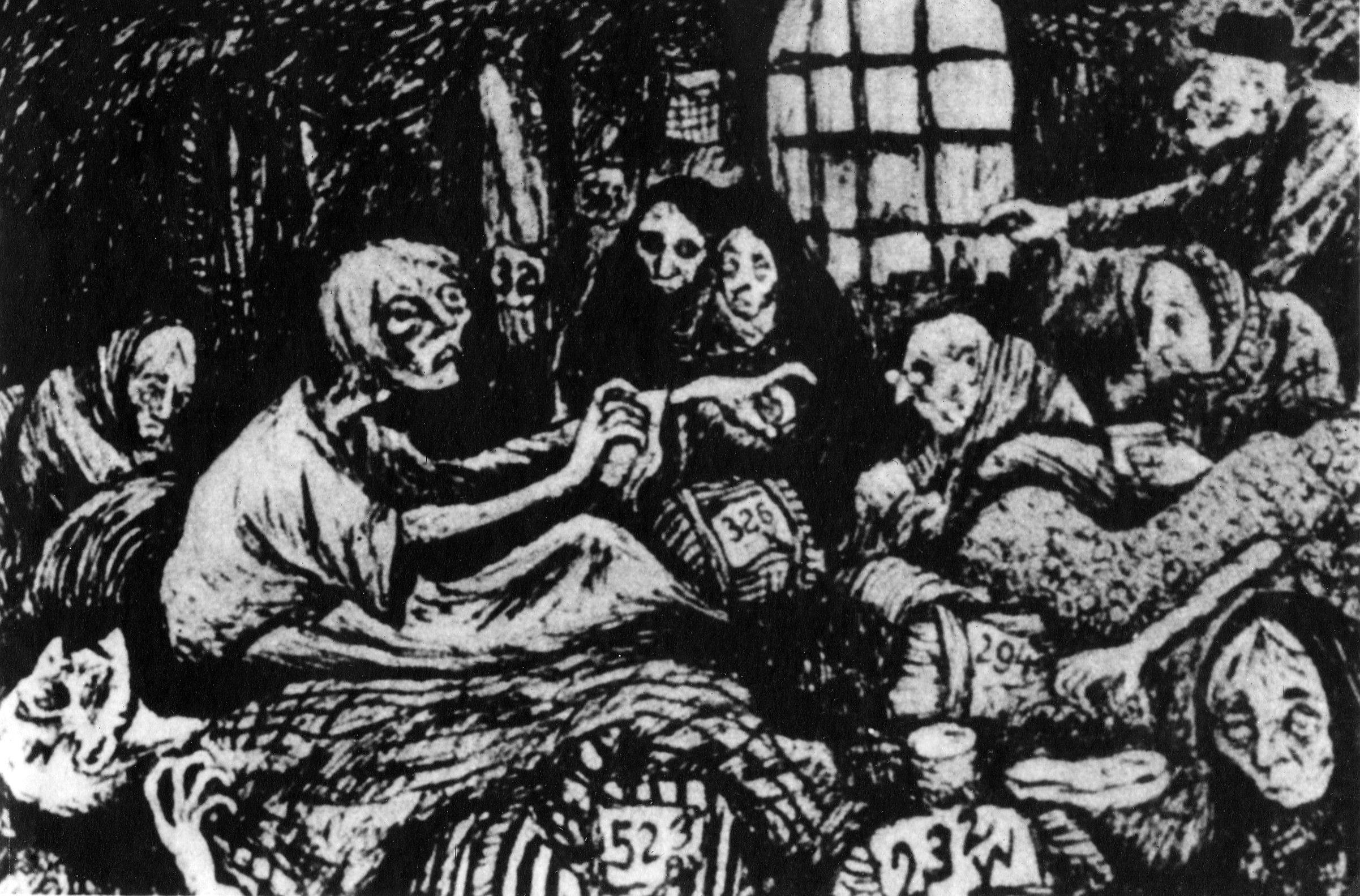
Život v ghettu zachycený Bedřichem Frittou

Ghetto bylo záhy přeplněno lidmi. Průměrný počet vězňů za čtyři roky existence ghetta se pohyboval mezi třiceti až čtyřiceti tisíci (před druhou světovou válkou zde žilo asi 7000 lidí včetně vojenské posádky). Nejvyššího počtu bylo dosaženo v září 1942, kdy zde bylo napočítáno téměř 58 500 vězněných osob (tehdy zde umíralo v průměru 127 lidí denně). Přeplněnosti odpovídaly i velmi špatné hygienické, ubytovací, stravovací a další podmínky, které měly za důsledek vysokou úmrtnost v ghettu: každý čtvrtý vězeň zemřel přímo v Terezíně.
Vězni v Terezíně měli pracovní povinnost (oficiálně od 16 do 60 let, pracovaly však i dvanáctileté děti nebo pětašedesátiletí starci).[zdroj?]

### Účel pracovního nasazení
- Udržovat tábor v chodu: muselo být zřízeno několik kuchyní, centrální pekárna, muselo být čištěno oblečení, fungovala tu dezinfekční jednotka, různé dílny: truhlář, kovář, elektrikář aj. Velkými akcemi bylo rozšiřování vodovodu, který v původní podobě naprosto nedostačoval potřebám tolika lidí, rozšiřování kanalizace, stavba železniční vlečky z Bohušovic nad Ohří do Terezína, protože nacistům nevyhovovalo, že tisícihlavé transporty musely doprovázet z Bohušovic nad Ohří zhruba 3 kilometry do Terezína. Bylo to nepohodlné a navíc bohušovičtí občané vše viděli) nebo stavba táborového krematoria; během let vzniklo také několik nemocnic, ordinací odborných lékařů (např. zubařů), domovů pro seniory a důležité byly rovněž domovy mládeže (děti do 15 let byly postupně soustředěny v tzv. heimech (domovech), kde se o ně starali většinou dva dobrovolně se přihlásivší dřívější pedagogové, bylo totiž nutno snažit se děti nějakým způsobem vychovávat v podmínkách, v nichž bylo na denním pořádku zoufalství, hlad, žebráctví, krádeže atd.
- Sloužit nacistům: početná část vězňů pěstovala pro esesáky ovoce a zeleninu v hradebních valech; na náměstí stál asi dva roky obrovský cirkusový stan, kde se do beden balilo zařízení pro startování spalovacích motorů v tuhém mrazu, které potřeboval Wehrmacht na východní frontě (pracovalo tu přes tisíc vězňů);[24] fungovala tu správkárna uniforem, kde byly spravovány poničené uniformy z fronty a posílány zpět; probíhalo tu štěpení slídy a další válečná výroba (občas byla vysílána komanda i na práci mimo tábor).

Všechny práce samozřejmě zařizovala a organizovala židovská samospráva, nacisté pouze pravidelně odesílali do Berlína zprávy o činnosti, které jim rovněž vypracovávali Židé.

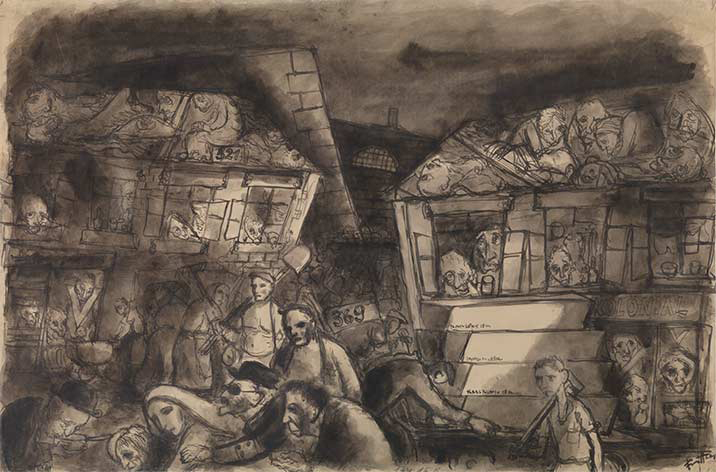
Život v ghettu, Bedřich Fritta

Velmi špatné byly podmínky ubytovací. Lidé tu byli nuceni žít v hromadných ubikacích na trojpatrových palandách z nehoblovaných prken. V dobách největší přeplněnosti musely být využívány kůlny na dvorcích, neizolované půdní prostory i vlhké prostory v terezínských hradbách (kasematy). Jedním z nejpalčivějších problémů byl pro takto ubytované, i když si zvykli na naprostou absenci soukromí, obtížný hmyz – vši, blechy a štěnice. Hmyzu nebylo možno se zbavit, byl všudypřítomný. Proto byla zřízena dezinsekční stanice, která k dezinsekci pokojů používala Cyklon B. Dezinsekce však nikdy nemohla skoncovat s hmyzem nadobro, v podstatě ihned se vracel do míst, odkud byl vyhnán.
Chudá strava a hlad byly v Terezíně na denním pořádku. K snídani byla náhražková káva, k obědu řídká pohanková, kroupová polévka nebo vodová omáčka se třemi čtyřmi neloupanými bramborami, k večeři suchý chléb, občas s trochou margarínu či paštiky. Větší příděly dostávali těžce pracující a z nařízení židovské samosprávy i děti (na úkor starých). Vězni prakticky neměli teplé jídlo, protože na oběd se stály dlouhé fronty. Nutným důsledkem toho byly časté průjmy – vězni si pro tuto nemoc vytvořili vlastní název: terezínka.
Postupně byla povolena balíková pošta, takže vězeň, který měl příbuzné na svobodě, od nich mohl dostat jednou za čas na speciální (tzv. připouštěcí) známku balíček (samozřejmě zkontrolovaný a přebraný předtím esesáky).

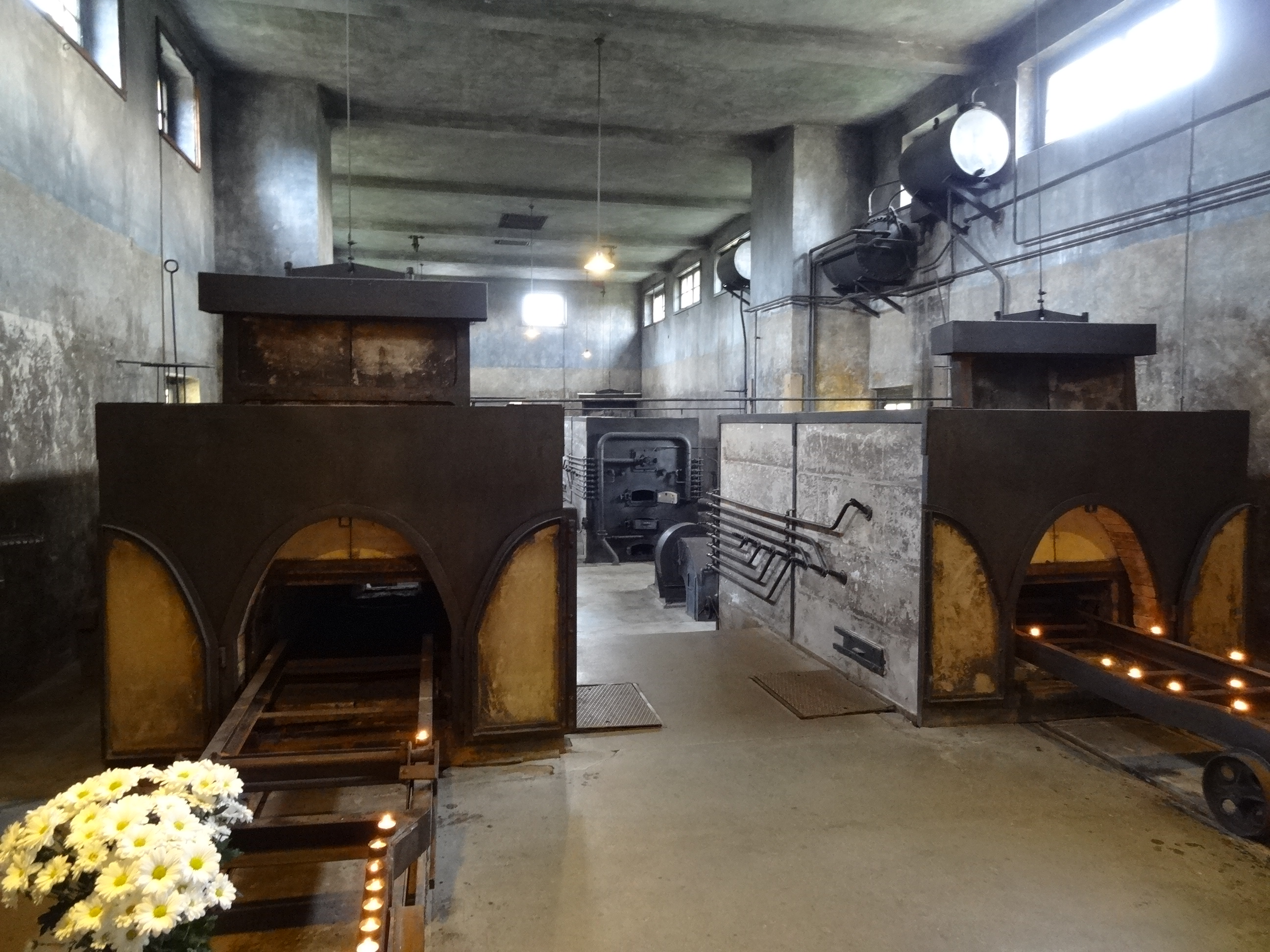
Spalovací pece v krematoriu

Katastrofální životní podmínky (byť ne tak hrozné jako ve východních vyhlazovacích táborech) měly za důsledek oslabení organizmu, vysokou nemocnost a úmrtnost. Smutným dokladem naprosto nevhodných podmínek je, že i dospělí lidé tu trpěli a umírali na dětské nemoci jako spalničky, neštovice apod. Častým onemocněním byly průjmy, tuberkulóza, kožní nemoci, proběhlo několik epidemií břišního tyfu atd.
Mrtví byli nejprve pohřbíváni do země za hranicemi ghetta v prostoru Bohušovické kotliny. Od září 1942 byla mrtvá těla spalována v nově postaveném krematoriu na témže místě. Popel z krematoria byl vkládán do uren (nejdříve dřevěných, poté papírových), které byly skladovány v urnovém háji umístěném naproti centrální márnici na okraji ghetta. Pozůstalým bylo slibováno, že po válce budou urny důstojně pohřbeny. Tyto sliby nebyly nikdy splněny: v listopadu 1944 bylo skupině vězňů nařízeno naházet 22 000 uren do Ohře, 3000 uren bylo pak zakopáno poblíž litoměřického koncentračního tábora. Nacisté se tak zbavovali důkazů o vysoké úmrtnosti v ghettu.

### Kulturní život v ghettu

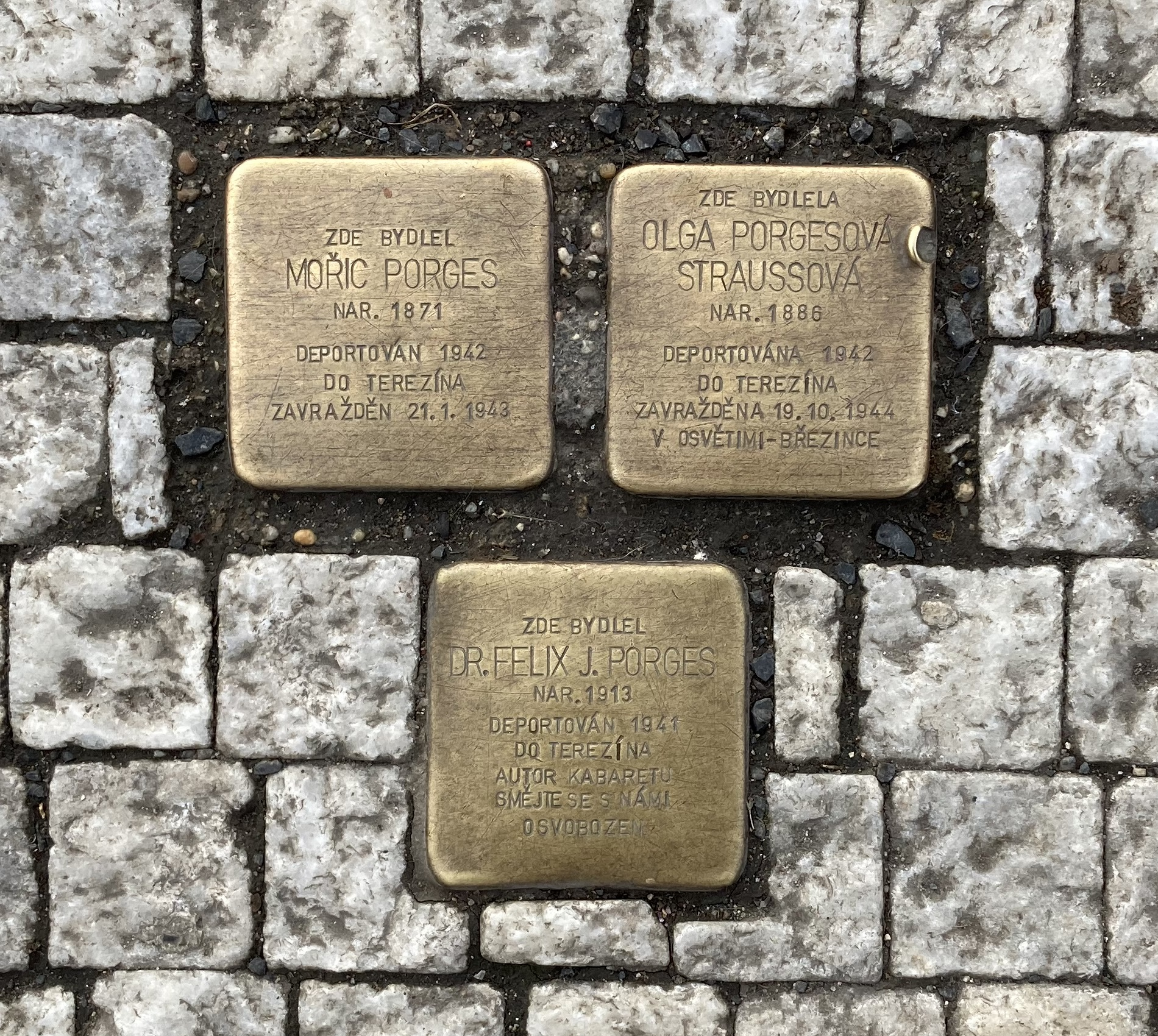
Tento „Kámen zmizelých“ odkazuje na Dr. Felixe Porgese, který v Terezíně organizoval kabaret „Smějte se s námi“.

V počátcích ghetta byly zakázány veškeré kulturní projevy. V souladu s záměry nacistů s Terezínem (od roku 1942 – konference ve Wannsee) byly ale kulturní projevy později trpěny a brzy se kulturní život vězněných rozrostl do takové míry, že jej nacisté mohli jen těžko korigovat.
Mezi vězněnými byli vynikající umělci, vědci, politici, pedagogové a další z předválečné éry. K umění se v těžkých podmínkách obracelo i velké množství amatérů, ať už aktivně či pasivně jako diváci, posluchači, čtenáři. Kulturní projevy (divadla, kabarety, opery, koncerty vážné hudby i jazzu, přednášky, výtvarné projevy, literární tvorba) se staly prostředkem rezistence vězňů, uchovávaly jim kus světa lidskosti ve světě strachu, nejistoty a bídy, který je obklopoval. Hrálo a přednášelo se všude: přímo na ubikacích, v kůlnách, garážích, na půdách apod. Veškerá umělecká činnost byla těžce ochromována transporty, početné orchestry, divadla atd. byly najednou bez klíčových hráčů, museli se hned hledat zástupci apod.

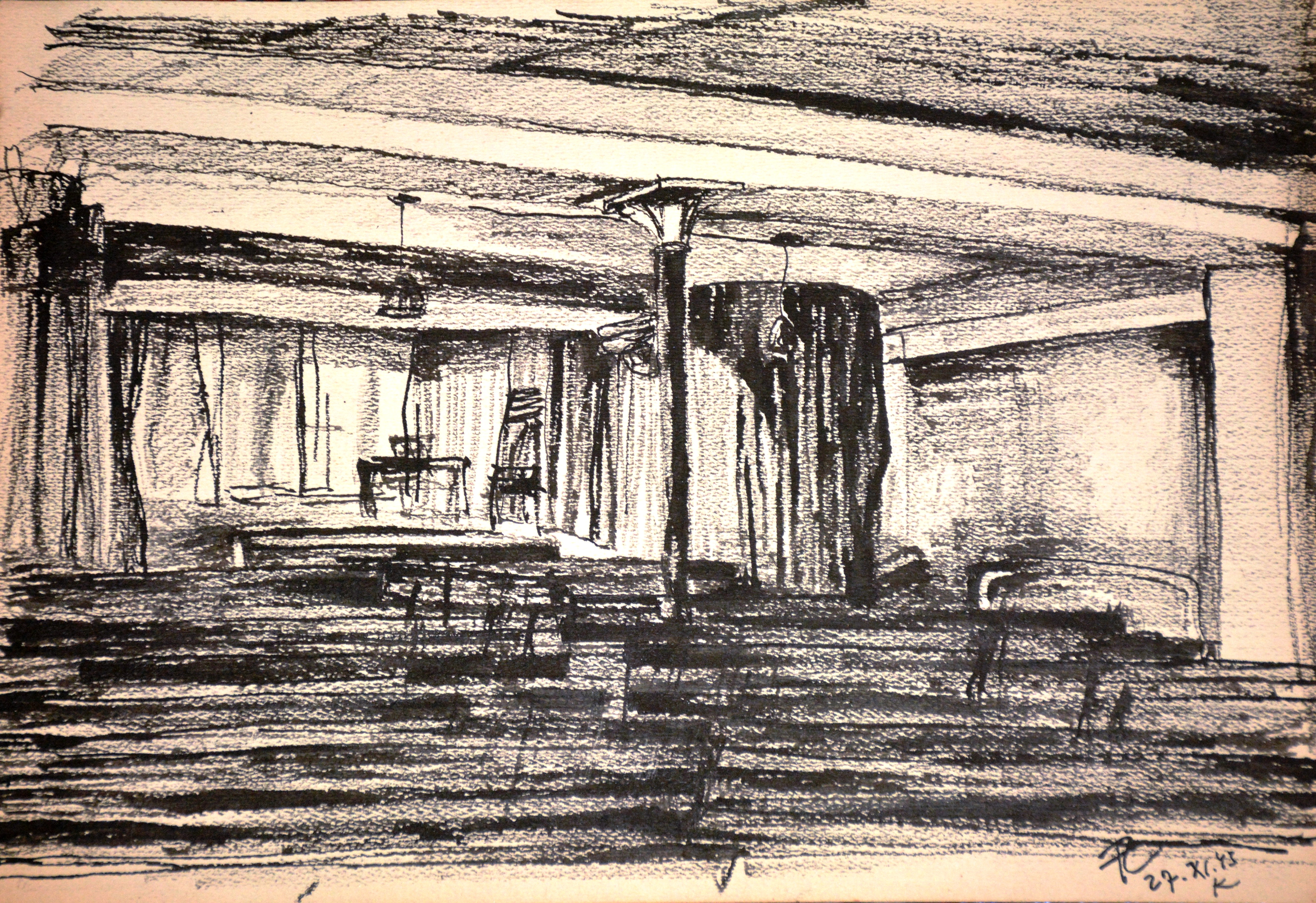
František Zelenka (1904–1944): Terezínská půda (kresba, datováno 27.11.1943)

### Citát
| „              | Působil zde především vynikající šéf výpravy, architekt František Zelenka, výtvarník Osvobozeného divadla, člověk nápaditý, vynalézavý, vtipný. Jeviště se nacházela na půdách kasáren, to samo o sobě dávalo scénám fantastickou atmosféru... Divadlo ghetta bylo dobré české divadlo. Repertoár, v němž převládali domácí a ruští autoři, nechtěl jen bavit nebo zaměstnávat mozky lidí vyděšených událostmi. Představoval bezpochyby vědomý protest proti okupantům, ukazoval zároveň cestu do světa, který bude třeba změnit od základů, do svobodného světa budoucnosti. | “ |
| — Norbert Frýd | |   |

### Významné osobnosti
- hudba: skladatelé Viktor Ullmann, Gideon Klein, Hans Krása, Pavel Haas ad., sbormistr a dirigent Rafael Schächter (provedl tu např. Smetanovu Prodanou nevěstu, Hubičku či Verdiho Rekviem; spolu s Rudolfem Fraňkem uvedl také dětskou operu Brundibár, která se v Terezíně, i pro svůj protifašistický podtext a optimistické vyznění, setkala s obrovským ohlasem jak mezi dětmi, tak mezi dospělými); dirigenti: Franz Eugen Klein, Karel Ančerl, Egon Ledeč, Bedřich Weiss, Karel Taube.
- divadlo: Gustav Schorsch, Vlasta Schönová, Norbert Frýd, Zdeněk Jelínek; oblíbené kabarety připravovali (a hráli v nich): Karel Švenk, Hans Hober, Kurt Gerron a Leo Strauss
- výtvarné umění: Bedřich Fritta, Leo Haas, Petr Kien, Otto Ungar, Karel Fleischmann, František Zelenka (divadelní výtvarník) ad.
- literatura: dětské časopisy Vedem (Petr Ginz, Kurt Kotouč), Bonaco, Karel Poláček, Camill Hoffmann, Otto Brod.

### Terezín jako nástroj propagandy
Konference ve Wannsee rozhodla, že Terezín sehraje svou vlastní, jedinečnou roli v nacistickém plánu vymýcení evropského Židovstva – v roce 1944 se měl stát nástrojem nacistické propagandy. V důsledku mezinárodního politického tlaku, který byl na nacistické Německo vyvíjen v průběhu války ze strany především Mezinárodního výboru Červeného kříže a Dánska, rozhodli se nacisté povolit návštěvu delegace Mezinárodního výboru Červeného kříže do jednoho z koncentračních táborů/ghett. K tomuto účelu byl vybrán Terezín. Návštěva však měla být velkou mystifikací, pečlivě připraveným divadlem – delegaci bylo nakonec předvedeno celkem šťastně si žijící „židovské sídelní město Theresienstadt“.

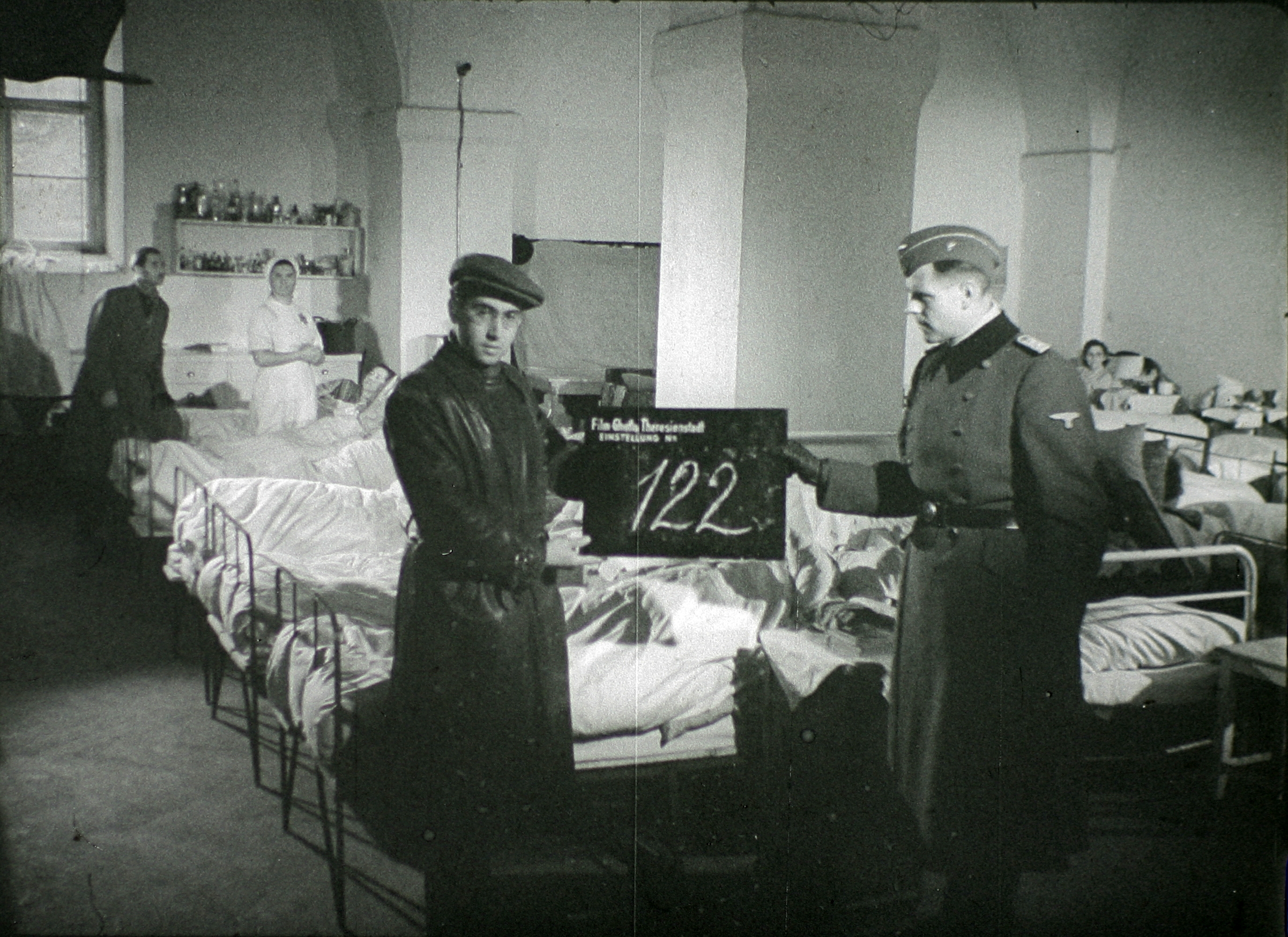
Fotografie pořízená při natáčení prvního filmu o terezínském ghettu

Proto návštěvě (která proběhla 23. června 1944) předcházela akce nazvaná „zkrášlovací“. Probíhala od léta 1943 téměř rok. Z náměstí zmizel cirkusový stan i plot, celý prostor byl parkově upraven, v jihovýchodním rohu náměstí byl postaven hudební pavilónek, kde vyhrávala promenádní hudba. Na náměstí byla také zřízena kavárna pro obyvatele města, do které se ovšem mohli podívat jednou za 4–5 měsíců na speciální lístky a dostali pouze šálek náhražkové kávy. Okolo náměstí vyrostlo osm obchodů s oděvy, kufry, obuví a dokonce potravinami. Jednalo se spíše o vetešnictví, prodávaly se zde pouze věci, které byly předtím Židům odebrány ve šlojsce. V potravinách nebylo k dostání v podstatě nic. Dokonce byla zřízena „Banka židovské samosprávy“ (také na náměstí), která tiskla vlastní terezínské bankovky, podepsané židovským starším Jakobem Edelsteinem a vězni začali dostávat naoko plat za práci. Peníze sice mohly být ukládány v bance, neměly však žádnou reálnou hodnotu.
| Nominální hodnota | Vzhled bankovky | Nominální hodnota | Vzhled bankovky |
| ----------------- | --------------- | ----------------- | --------------- |
| 1 Koruna (1943)   |                 | 50 Korun (1943)   |                 |
| 10 Korun (1943)   |                 | 100 Korun (1943)  |                 |

V jednom parku bylo také zřízeno hřiště pro děti (pavilónek vymalovaný motivy exotických zvířat) a v Terezíně vznikla najednou i škola. Když se tu návštěva zastavila, visela pod tabulí „ŠKOLA“ cedulka „PRÁZDNINY“.

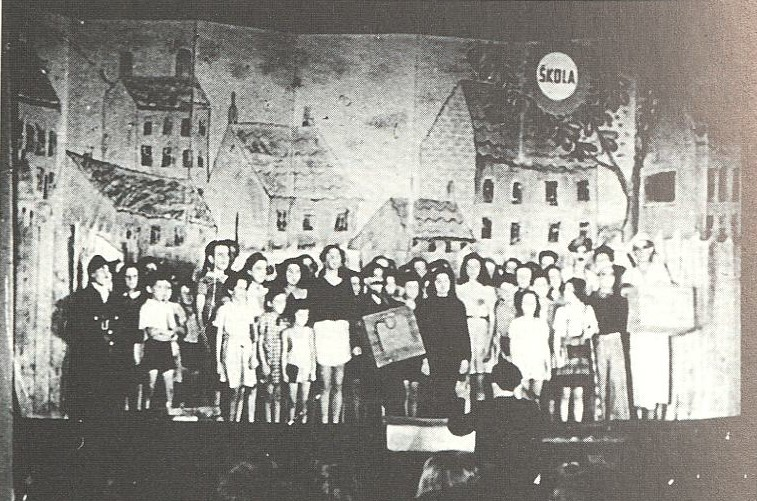
Záber z filmu o ghettu zachycující představení Brundibár

Návštěvě byla předurčena trasa, kudy pojede a pouze tato trasa byla zkrášlena. Vše šlo až do takových absurdit, že v ulicích čekaly na návštěvy spojky, které předem ohlašovaly její příjezd, takže pak delegace mohla vidět, jak pěkné Židovky vykládají právě dovezenou čerstvou zeleninu a ovoce, dostala se na fotbalové hřiště, kde náhodou zrovna padl gól, nebo viděla závěr představení dětské opery Brundibár a hlediště aplaudovalo.
Tříčlenná návštěva (vedoucí Švýcar Maurice Rossel a dva dánští zástupci) absolvovala šestihodinovou prohlídku zkrášleným Terezínem a vrátila se zpět domů. Bohužel, s „dobrými“ zprávami. Rossel, který po celou dobu návštěvy také fotografoval, napsal na Terezín v podstatě oslavný posudek, v němž tvrdil, že v Terezíně jsou snad lepší podmínky než v lecjakém „nežidovském“ městě, příděly potravin jsou stejné jako v Protektorátu a z Terezína prý nejezdí transporty na Východ. Podvod se povedl, a nacisté byli spokojeni. Proto se rozhodli využít zkrášleného Terezína ještě jednou. Přinutili slavného německého režiséra a herce Kurta Gerrona natočit propagandistický film pro západní svět nazvaný Führer daroval Židům město (Der Führer schenkt den Juden eine Stadt), který ukazoval šťastný, pestrý život samosprávného židovského města. Z filmu se zachovalo asi jen 20 minut.
Návštěva Červeného kříže si však také vzala své oběti – před jejím uskutečněním byly tisíce (především starých, špatně vypadajících a postižených) vězňů transportovány do vyhlazovacích táborů, aby ghetto nevypadalo přeplněné a aby návštěva viděla zdravě vypadající jedince. A transporty samozřejmě pokračovaly i po odjezdu návštěvy.

## Věznice gestapa (Malá pevnost)

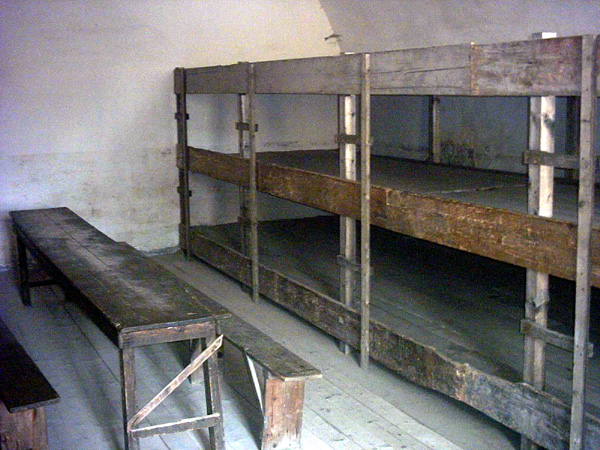
Cela v Malé pevnosti

Malá pevnost Terezín sloužila od června 1940 jako věznice pražského gestapa (podřízena pankrácké věznici) určená pro politické vězně především z Protektorátu Čechy a Morava. Původně byla určena pouze pro muže, v období stanného práva po atentátu na Reinharda Heydricha zde byl zřízeno i ženské oddělení. Pro vězeňské účely sloužily nejprve dva dvory, později byl zřízen ženský dvůr a v letech 1943 až 1944 (pro zvýšení kapacity) byl vybudován IV. dvůr (pro muže).
Velitelem věznice byl po celé období jejího fungování Hauptsturmführer Heinrich Jöckel (přezdívaný vězni Pinďa), který nesl hlavní díl odpovědnosti za nelidské zacházení s vězni. Nejobávanějšími z dozorců SS byli: Wilhelm Schmidt (Jöckelův zástupce), Stefan Rojko, Anton Malloth, Rudolf Burian, Albert Neubauer a Herbert Mende – všichni vězně týrali (mnohdy brutálně) i vraždili.
Za dobu pěti let existence věznice sem bylo umístěno na 27 000 mužů a 5000 žen. Z 90 procent se jednalo o české politické vězně (organizace: Obrana národa, Politické ústředí, Petiční výbor Věrni zůstaneme, Ústřední vedení odboje domácího, komunistů; odbojové a partyzánské skupiny: Kapitán Nemo, Národní sdružení československých vlastenců, Druhá lehká tajná divize, Mistr Jan Hus ad.; a také: funkcionáři Sokola, příbuzní a podporovatelé atentátníků včetně 84 studentů roudnických středních škol), cizích státních příslušníků tu bylo na 2500 – především občané bývalého SSSR, Britové, Poláci, Francouzi a Němci (mezi nimi několik set sovětských a britských válečných zajatců).
Věznice měla průchozí charakter, počet vězňů se neustále měnil, vězni byli odesíláni k soudům, do jiných věznic a káznic (nejčastěji do Drážďan, Budyšína, Zwickau, Bayreuthu, Waldheimu, Straubingu, Brachu a Berlína) či do jiných koncentračních táborů (Buchenwald, Auschwitz-Birkenau, Flossenbürg, Mauthausen) a přicházeli vězni noví.
Malou pevností prošlo také na 1500 Židů zatčených za odbojovou činnost, porušování protižidovských nařízení, za „přestupky“ sem byli rovněž přemisťováni vězni z Terezínského ghetta). Se Židy bylo zacházeno nejbrutálněji. Byla zde pro ně připravena speciální cela (holá místnost bez lůžek, stolu, lavic) a dozorci je bez milosti týrali, mučili a vraždili – podmínky se tu pro ně v podstatě rovnaly podmínkám vyhlazovacího tábora.
Do konce války tak Malou pevností prošlo více než 32 000 lidí, z nich 2600 zahynulo přímo v Terezíně (asi 300 bylo popraveno, ostatní podlehli mučení dozorců nebo se stali obětí hladu, vyčerpání, epidemiím).

### Životní podmínky v Malé pevnosti
Každý nový transport byl přiváděn na správní dvůr, kde vězně čekala až několikahodinová procedura spojená s ponižováním a týráním. Po zaevidování musel vězeň odevzdat osobní doklady a cennosti. Poté obdržel vězeňský oděv, misku, lžíci a přikrývku. Původně vězni dostávali zabavené uniformy československé armády a ženám byl ponechán civilní oděv.
V celách I. až III. dvora se počet vězňů neustále měnil. Pohyboval se mezi 60 až 90 lidmi. Spalo se na třípatrových palandách, na cele bylo umývadlo a záchod. Mnohem horší podmínky byly v celách IV. dvora, kde se tísnily stovky vězňů.
Neutěšené byly rovněž stravovací podmínky: denní norma chleba byla postupně snižována z předepsaných 370 gramů na 250 gramů v roce 1945. Kromě chleba dostávali vězni dvakrát denně sběračku náhražkové kávy a jako hlavní jídlo vodovou zeleninovou polévku. I zde byla povolena balíková pošta zvenčí, kterou si mohli vězni poněkud přilepšit. Balíky byly před vydáním kontrolovány a mnohdy vykrádány.
Tvrdé podmínky věznice vedly vězně ke vzájemné solidaritě. Např. docházelo běžně k porušování zákazu komunikace mezi jednotlivými dvory, vězni se tajně dorozumívali, posílali si tzv. motáky. Dokonce se dařilo posílat motáky i ven, mimo vězení. v elektrodílně si dokonce vězni sestrojili radiopřijímač a zakreslovali si vývoj válečných událostí na mapě. V některých celách probíhal organizovaný společenský život. Besedy přerůstaly až v odborné přednášky, politické debaty, duchovní vedli vlastenecká kázání apod. Nejvíce cely stmelovaly velké svátky: Vánoce, Velikonoce a 28. říjen – při těchto příležitostech vězni dokonce organizovali kulturní a zábavné programy a nerespektovali zákaz zpívání v celách (včetně písní Voskovce a Wericha aj.). Někteří vězni tajně kreslili, psali si deník, básně apod. Velká část věznů se vzájemně oslovovala bratře.[zdroj?]
Podobně jako v Terezínském ghettu, i v Malé pevnosti vězni denně tvrdě pracovali. Část vězňů pracovala na různých pracích uvnitř věznice (stavební práce; ve vězeňských dílnách se vyráběly rakve, palandy, nábytek pro kantýnu SS a kanceláře ad.; fungovala tu i vězeňská tiskárna vyrábějící dopisnice a tiskoviny pro správu věznice; tzv. Storchkomando pracovalo v okolí Malé pevnosti v zemědělství) a od roce 1941 byli vězni nasazováni i k práci mimo pevnost. Pracovali pro různé firmy v Lovosicích, Litoměřicích a Ústí nad Labem, přičemž zaměstnavatelé měli za hodinovou práci vězně zaplatit vězeňské pokladně 55 feniků. K nejobávanějším patřilo pracovní komando Richard, které chodilo pomáhat do Litoměřic, kde byla zřízena pobočka koncentračního tábora Flossenbürg, stavět podzemní továrny Richard I. a II.
Katastrofální ubytovací (chatrný oděv, slabá přikrývka, nedostatečné vytápění cel), stravovací a hygienické (šíření vší a blech, výměna prádla se prováděla jen zřídka) podmínky měly za důsledek stále se zvyšující úmrtnost. Celkem je odhadováno 2600 úmrtí, z nichž ani jedno nelze považovat za přirozené. 
Gestapo seřadilo vězně do řady a vězni se rozpočítali a každý 10 byl zbit železnou tyčí někteří byli takto i umlácení k smrti. Vězni byli nuceni běhat dokola a kdo nemohl byl opět zbit. Při vyslýchání  gestapo trhalo vězňům nehty a jinak je nutili k doznaní či označení osob na svobodě, které byli součástí odboje proti okupaci či jen poslouchali zahraniční rozhlas.

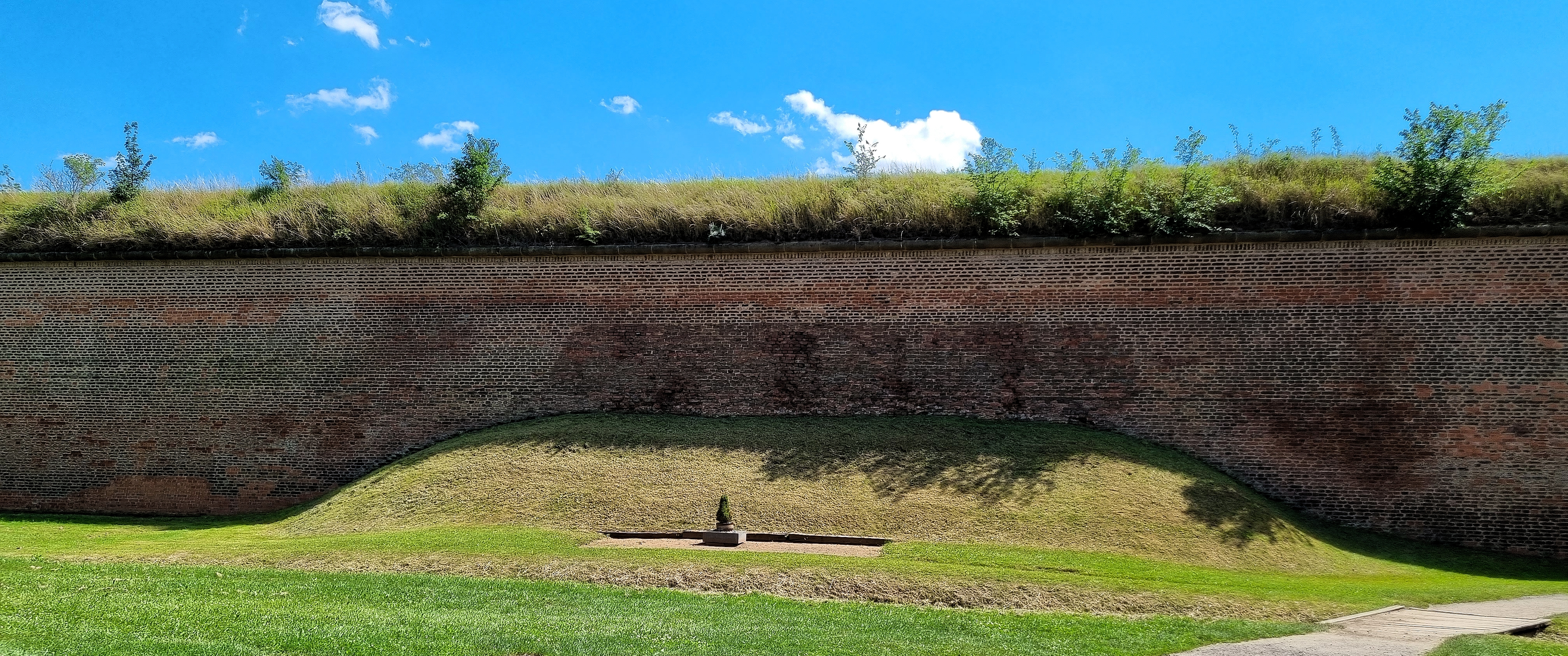
Popraviště v Malé pevnosti

Gestapo často využívalo tzv. Sonderbehandlung (zvláštní zacházení), tzn. poprava bez soudního řízení. Popravy vykonávali členové strážní jednotky (v prostorách bývalé vojenské cvičné střelnice) – jednalo se o popravy zastřelením, jednou výjimkou byla poprava tří osob oběšením. Popravováni byli jednotlivci i skupiny odbojářů, sovětských partyzánů, členové západních i východních výsadků ad. Poslední a zároveň největší poprava v Malé pevnosti byla provedena v samotném závěru druhé světové války, 2. května 1945. Bylo při ní zastřeleno 49 mužů a 3 ženy, většinou členů odbojové organizace Předvoj a ilegální KSČ. 
Na konci druhé světové války byla terezínská věznice přeplněna, výrazně se zhoršily životní podmínky a došlo k prudkému nárůstu infekčních nemocí. Především IV. dvůr, v němž za nepředstavitelných podmínek živořilo v přeplněných celách 3000 z celkového počtu 5500 vězňů, byl postižen nejvíce výskytem různých nákaz. Na jaře 1945 se zde objevily první případy skvrnitého tyfu. Do věznice jej zavleklo komando Richard.
Těsně před koncem války byli někteří vězni nuceni si rukama hrabat vlastní hroby, kdo přestal pracovat či jen zvedl hlavu byl zastřelen. Pak byli vězni vrácení do cel a byli zazděni. 
Už 4. května 1945 přijeli nemocným na pomoc lékaři a zdravotníci z Prahy a z blízké Roudnice nad Labem. 5. května opustili dozorci věznici a v následujících dnech byly v Malé pevnosti zřízeny provizorní lazarety a přicházely pomocné síly z blízkého okolí. 11.–13. května přijel na pomoc početný sovětský vojenský lékařský a zdravotnický personál, 14. května byla vyhlášena karanténa na celé město Terezín kvůli nebezpečí šíření epidemie skvrnitého tyfu. Do ghetta byla tato epidemie zavlečena s evakuačními transporty.
Litoměřickým mimořádným lidovým soudem byli k trestu smrti odsouzeni: velitel věznice H. Jöckel, jeho zástupce W. Schmidt, dozorci R. Burian a A. Neubauer, velitel popravčí čety J. Lewinsky (dozorci T. Hohaus a J. Sternkopf byli díky svědectví vězňů o slušném chování zproštěni obžaloby). Někteří další dozorci byli odsouzeni v zahraničí. V roce 2001 byl německým soudem odsouzen na doživotí bývalý dozorce Anton Malloth.

### Výměna stráží v Malé pevnosti
Po osvobození tábora a věznice byla Malá pevnost nadále používána jako věznice. Čeští vojáci, gardisté a úředníci zde strážili vězně, kterými byli obecně Němci a osoby považované za státně nespolehlivé. Podle evidence prošlo tímto malým koncentračním táborem od května do srpna 1945 minimálně přes 2600 lidí (včetně většího počtu dětí mladších 14 let), z nichž 216 zemřelo. S vězni bylo zacházeno velice brutálně, byli vražděni, ženy byly nuceny k pohlavním stykům.
Konec počáteční hrůzovlády nad táborem, která byla i Čechy srovnávána s tou předchozí nacistickou, přišel s epidemií skvrnitého tyfu, která propukla v Terezíně. Čeští lékaři Karel Raška a František Patočka, kteří ji přijeli potlačit, byli poměry v táboře a brutálním zacházením s vězněnými natolik otřeseni, že sepsali obsáhlé svědectví o tom, co viděli a co se dověděli, a odeslali ho spolu s rozhořčeným protestem, v němž výslovně označili věznici za „koncentrační tábor po německém způsobu“ na Úřad předsednictva vlády. Výsledkem byla výměna vedení tábora a výrazné zlepšení poměrů. Celkem prošlo Malou pevností v letech 1945–1948 asi 3800 lidí, z nichž asi 550–600 zemřelo.

## Epilog

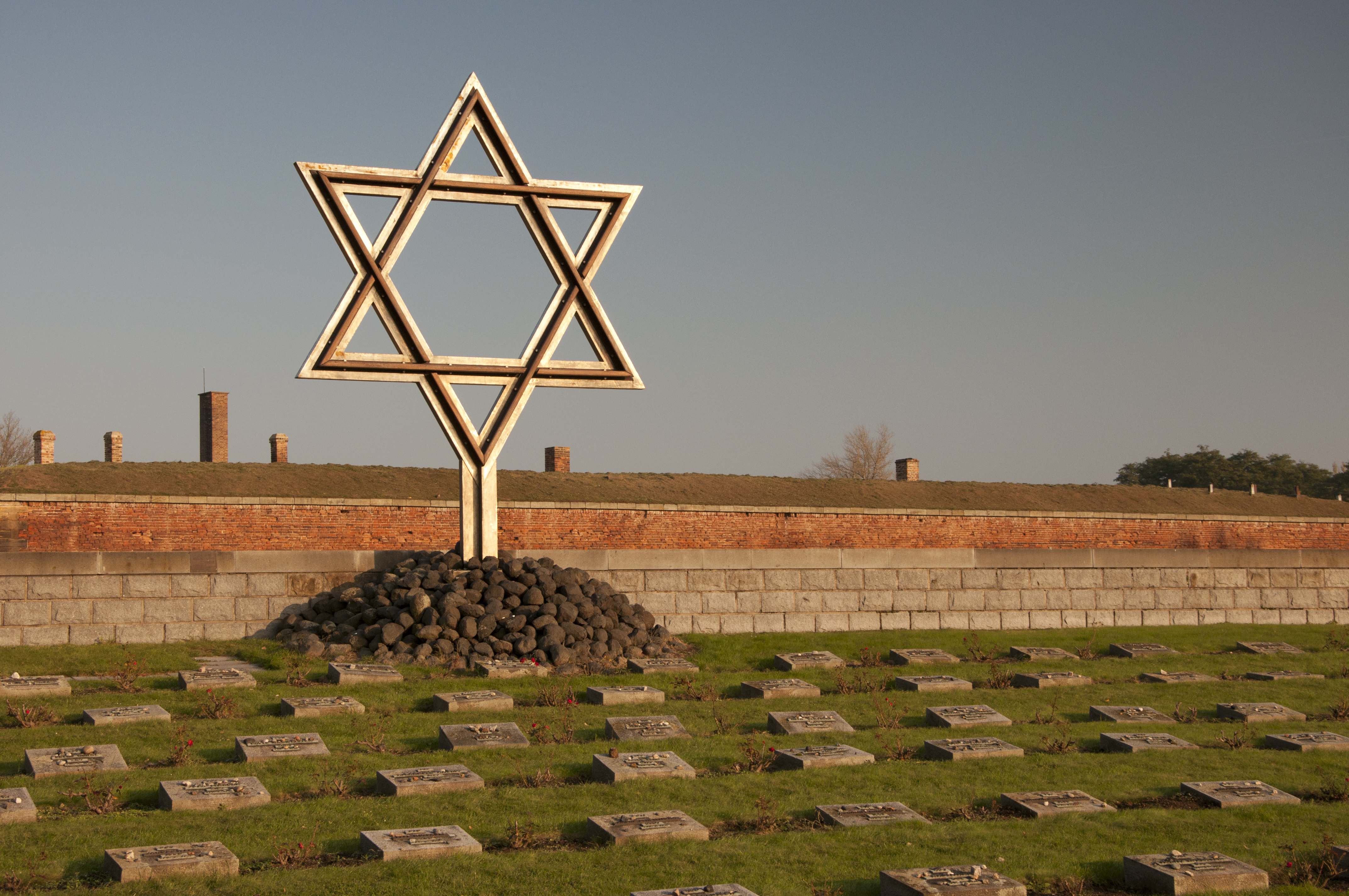
Národní hřbitov před Malou pevností

Po skončení druhé světové války se Terezín stal poutním místem nejen českého národa, každý rok sem přijíždějí statisíce lidí uctít památku obětí nacistické zlovůle, v druhé polovině května se zde každý rok koná Terezínská tryzna. Na prostranství před Malou pevností byl vybudován Národní hřbitov Terezín, kde jsou pohřbena těla obětí terezínského ghetta, věznice gestapa i z litoměřického koncentračního tábora. Dalším pietním místem je židovský hřbitov v Bohušovické kotlině u krematoria, kde je pohřbena část obětí ghetta (asi 9000 těl).
V roce 1947 vznikl Památník Terezín (tehdy jako Památník národního utrpení), instituce uchovávající a připomínající památku obětí vlády násilí v letech druhé světové války.

## Poznámka
V období druhé světové války se Terezín nacházel na území Protektorátu Čechy a Morava, kdežto blízká města Litoměřice a Lovosice již spadala do oblasti Sudet, které byly přičleněny k Velkoněmecké říši (tzv. říšské území). Hranice mezi protektorátem a říší tehdy procházela v těsném sousedství Terezína v prostoru tzv. Terezínské křižovatky.
V blízkých Litoměřicích nacisté také zřídili menší koncentrační tábor, který sloužil zejména jakožto zdroj levné pracovní síly pro budování nacistické podzemní továrny Richard. Jednalo se o pobočku koncentračního tábora Flossenbürg. Tento litoměřický koncentrační tábor pod blízký Terezín nijak organizačně nespadal a z čistě formálního hlediska s ním vůbec nijak nesouvisel, což ale vůbec neznamená, že ve skutečné praxi tomu nemohlo být úplně jinak.